# Monopterus desilvai
Monopterus desilvai is een straalvinnige vissensoort uit de familie van de kieuwspleetalen (Synbranchidae). De wetenschappelijke naam van de soort is voor het eerst geldig gepubliceerd in 1998 door Bailey & Gans.